# Far Cry 5
Far Cry 5 és un videojoc d'acció en primera persona desenvolupat per Ubisoft Montreal i publicat per Ubisoft per: PlayStation 4, Xbox One, Stadia i Microsoft Windows. És l'onzena entrega de la sèrie Far Cry. El seu llançament va ser el 27 de març de 2018.

## Jugabilitat
Igual que els anteriors jocs de la sèrie, Far Cry 5 és un joc d'acció i aventura en primera persona ambientat en un entorn de món obert en el qual els jugadors poden explorar lliurement. El joc compta amb un nou sistema per a la creació de personatges, en el qual els jugadors en poden personalitzar l'aparença, el gènere i el to de la pell. Els jugadors tenen accés a una gran varietat d'armes i dispositius per lluitar contra els seus enemics. Es posa un èmfasi renovat en el combat proper en comparació amb els títols anteriors de Far Cry, introduint una gamma més àmplia d'armes blanques.
Els jugadors poden recórrer el món a peu o mitjançant diversos vehicles. A més a més, el joc compta amb un sistema de reclutament, en el qual els jugadors poden reclutar ciutadans locals per lluitar al seu costat, similar a el sistema "Buddy" utilitzat a Far Cry 2. També es poden domar els animals salvatges, com passa al Far Cry Primal. També s'introdueix una mecànica de pesca. La campanya es pot jugar individualment o amb un company a través del mode multijugador cooperatiu del joc. També compta amb un editor de mapes, igual que a títols anteriors.
Durant la partida es poden contractar diferents persones perquè ajudin el jugador a realitzar missions. Aquestes persones reben el nom de "pistolers a sou" i totes elles compten amb un rerefons argumental que es pot descobrir al llarg de l'aventura.

## Crítica
Far Cry 5 va rebre crítiques generalment positives.